# 埔里鎮
埔里鎮（巴宰語、噶哈巫語：Puri／Purisia；邵語：Qariawan），舊稱「埔里社」，位於臺灣南投縣東北部，座落於埔里盆地之內，在清代是屬於水沙連的一部份，為南投縣東北部的區域中心，在經濟、文化、醫療、教育等機能的服務範圍有埔里、國姓、魚池、仁愛等四鄉鎮，南投縣唯一的國立大學國立暨南國際大學座落在該鎮西南方。由於位居中臺灣內陸風景點的中心位置，現已逐漸發展為中臺灣旅遊重鎮。

## 歷史
埔里盆地原為泰雅族與布農族兩大族群的生活地域，眉溪為界，北為泰雅族人，南為布農族人。清嘉慶十九年（1814年）遭到漢人的入侵而爆發郭百年事件，對泰雅、布農兩族的衝擊甚大，導致清政府一度禁止漢人入墾。依《公議同立合約字》記載，平埔原住民是在清道光三年（1823年）受邀入墾，較漢人晚於九年進駐，來自的族群有洪安雅、拍瀑拉、道卡斯、巴布薩與巴宰等五族十四社，是埔里有史以來最大規模移民潮 。後來，清政府眼見漢人不斷地湧入埔里開墾，因此禁令無形中成了虛設，故臺灣兵備道夏獻綸於清光緒元年（1875年）11月8日解禁，劉銘傳在清光緒十三年（1887年）設埔裏社撫墾局，埔裏社撫墾局至日治時期仍然沿用。

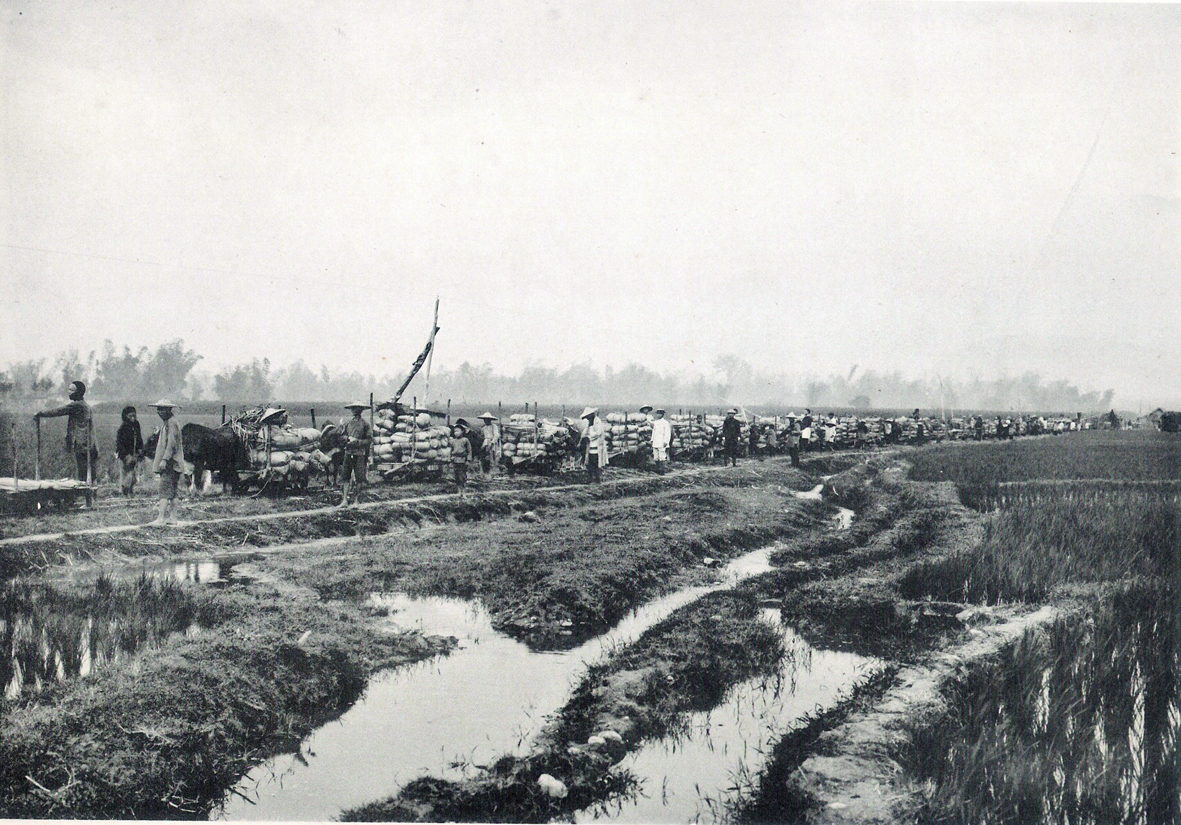
埔里社輕鐵線

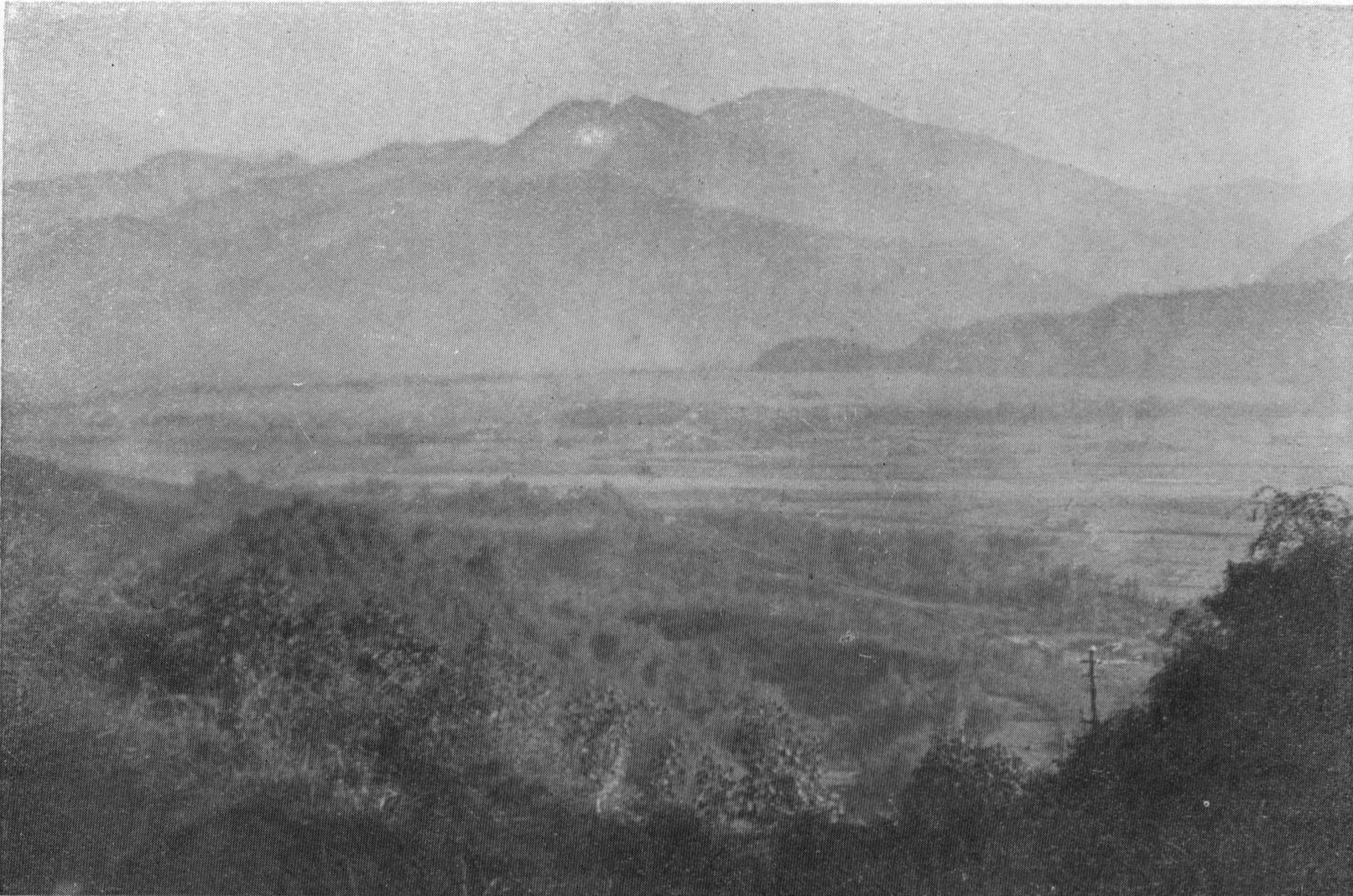
埔里舊貌及其盆地地形景觀

埔里社對外交通最早開通的「埔里社輕鐵線」，終1911年開通，有4條鐵道路線：埔里─外車埕(今水里鄉車埕)，埔里─眉溪，埔里─桃米坑大坪，埔里─小埔社。

### 日治時期的埔里農業相關發展[6]

#### 耕地面積及主要作物
明治30年（1897年）的埔里約有3579甲耕地，明治41年（1908年）有水田2989甲及旱田625甲合計3614甲的耕地，大正7年（1918年）有水田2607甲及旱田2506甲合計5113甲的耕地，昭和9年（1934年）共有6042甲耕地，昭和16年（1941年）共有6538甲耕地。
日治時期埔里的主要作物是稻米與甘蔗，根據昭和9年的《臺中州能高郡埔里街街勢要覽》，埔里時有4660甲耕地種植水稻，占總耕地面積的77%，有646甲耕地種植甘蔗，占總耕地面積的10%。

#### 埔里水利設施的建設
自明治34年（1901年）〈臺灣公共埤圳規則〉實行，日本政府將各地具有公共利益的埤圳劃為公共埤圳。明治40年（1907年）將埔里各公共水圳、私人埤圳合併為「埔里社圳公共埤圳組合」。為了改善埔里的灌溉條件，埔里社圳公共埤圳組合曾打算引日月潭湖水灌溉埔里但因為工程難度太大而放棄，改為修繕舊有的水圳，如修繕埔里最早的水圳南烘圳（埔里社圳）。

#### 糖業
在日治時期埔里已是南投廳內的重要蔗糖產地，旱田一甲年產量10萬斤左右，之後以日本人藤澤靜象為首所成立的「埔里社製糖會社」接手了埔里糖業。埔里社製糖會社先是與「埔南公司」交涉，得到了埔里通往二八水的輕鐵道營運權，後修繕了此條鐵道，以降低埔里蔗糖的運輸成本。明治44年（1911年）輕鐵修繕完成，極大的助力了埔里糖業發展，同時因為氣候良好且土地肥沃，埔里蔗糖的平均產量為全臺最高。

### 日治時期街長主要政績
大政九年（1920年）政府施行地方官制改正，當時街長一屆任期四年，對內管轄街庄事務；對外代表街庄形象，其職權類同於地方官制改正前的區長，只是兩者間差異在於區長主以當地仕紳任職，而街長則多由日本人擔任。自大正十年（1921年）至昭和十七年（1942年）間，埔里共經歷六任街長，當中僅一位臺灣人，為第四任街長林其祥。

#### 杉山昌作
為埔里首任街長，在位時間僅一年，期間主要政策為大正九年（1920年）間推行街營的行旅病人收容所，設有四間病室。

#### 永吉英輔
任內推行埔里水道鋪設，使埔里街、枇杷城、大肚城等地居民能享受自來水資源。

#### 兒玉達吉
由於無保存相關歷史紀錄，同時缺乏相關背景資料，無法得知任內政績。

#### 林其祥
為六任街長內任期最久者，長達八年，為歷任街長中唯一的臺灣人，也是埔里在地人。任內期間政績卓越，受到日本政府肯定，昭和十二年（1937年）在位第八年期間獲得奏任官待遇。
任內主要政績在公共建設方面推動眉溪護岸工程、改築消費市場與新設魚市場、設置公設當鋪與加強道路建設，整修道路橋梁。民生方面努力振興地方產業，並對於埔里街財政進行適當調整，減輕街民的經濟負擔。文化方面推廣內台融合的思想，以維持地方和諧，及推廣教育事業。
霧社事件後，與埔里實業協會代表等人至臺北州，向總督府發起請願開闢南投道路。昭和八年（1933年）與能高郡守、埔里地方有力人士赴臺中州請願在埔里設置農林學校，同年更進一步至總督府陳情。昭和十年（1935年）始政四十周年記念台灣博覽會中，埔里地區由埔里工商會、埔里實業協會等代表共同商討辦理事宜，決定創立臺灣埔里宣傳會，由林其祥擔任會長。

#### 野村正男
兩年街長任內期間，並無特別的主要政績。

#### 渡邊誠之進
擔任埔里街長初年，獲得奏任官待遇。任內期間接續前任街長林其祥的眉溪兩岸堤防整治計畫，稱為烏溪上流水頭堤防工程，延長既有堤防四百公尺，有效降低眉溪水患的發生率，為一項造福當地的重要建設。
昭和十四年（1939年）埔里成立能高越花蓮港橫斷道路完成期成同盟會，並組成訪問團，由渡邊誠之進擔任團長，同年九月至花蓮實地踏查。

## 地理

### 地形
埔里鎮位於南投縣東北部，西臨國姓鄉，東鄰仁愛鄉，南接魚池鄉:82。面積約162平方公里，為全國面積第三大鎮。全鎮由中央山脈、合歡山白姑支脈與雪山山脈大橫屏支脈包圍，境內由起伏的丘陵與埔里盆地構成，地形則屬於典型的陷落盆地地形。盆地南北受南烘溪、眉溪兩大河川切割，是渾然天成的遠古湖泊流失所遺留的盆地地形。

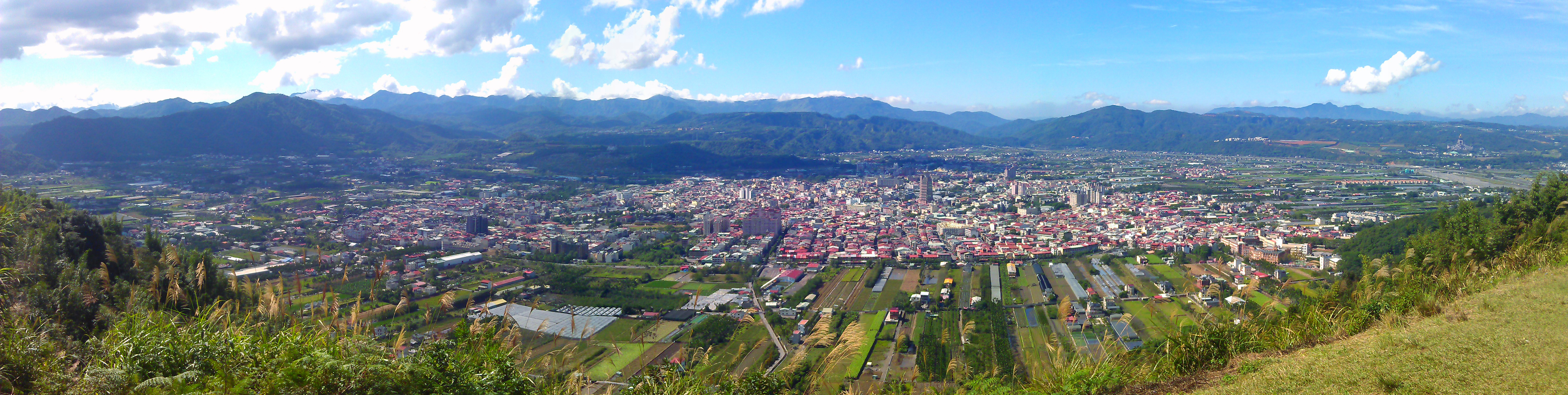
虎頭山鳥瞰埔里盆地

### 氣候
埔里鎮屬副熱帶季風氣候，受到地形與高度的影響，其氣候為四季溫和、年溫差較小、夏雨集中與年雨量豐富。1942年至2015年鄰近的日月潭氣象站資料顯示，埔里鎮的年均溫約為攝氏19.2度，月平均溫度最高為7月的22.9度，最低為1月的14.2度:92－93。年平均雨量約為2,376.3毫米，各月雨量最多為6月的483.1毫米，最少為11月的32.1毫米:98－101。
| 埔里-海拔440米(平均數據2016–2023 極端數據2016至今)                                                       | 埔里-海拔440米(平均數據2016–2023 極端數據2016至今) | 埔里-海拔440米(平均數據2016–2023 極端數據2016至今) | 埔里-海拔440米(平均數據2016–2023 極端數據2016至今) | 埔里-海拔440米(平均數據2016–2023 極端數據2016至今) | 埔里-海拔440米(平均數據2016–2023 極端數據2016至今) | 埔里-海拔440米(平均數據2016–2023 極端數據2016至今) | 埔里-海拔440米(平均數據2016–2023 極端數據2016至今) | 埔里-海拔440米(平均數據2016–2023 極端數據2016至今) | 埔里-海拔440米(平均數據2016–2023 極端數據2016至今) | 埔里-海拔440米(平均數據2016–2023 極端數據2016至今) | 埔里-海拔440米(平均數據2016–2023 極端數據2016至今) | 埔里-海拔440米(平均數據2016–2023 極端數據2016至今) | 埔里-海拔440米(平均數據2016–2023 極端數據2016至今) |
| 月份 | 1月                                                | 2月                                                | 3月                                                | 4月                                                | 5月                                                | 6月                                                | 7月                                                | 8月                                                | 9月                                                | 10月                                               | 11月                                               | 12月                                               | 全年                                               |
| --- | -------------------------------------------------- | -------------------------------------------------- | -------------------------------------------------- | -------------------------------------------------- | -------------------------------------------------- | -------------------------------------------------- | -------------------------------------------------- | -------------------------------------------------- | -------------------------------------------------- | -------------------------------------------------- | -------------------------------------------------- | -------------------------------------------------- | -------------------------------------------------- |
| 历史最高温 °C（°F）                                                                                      | 29.8 (85.6)                                        | 31.3 (88.3)                                        | 32.6 (90.7)                                        | 33.0 (91.4)                                        | 35.1 (95.2)                                        | 34.7 (94.5)                                        | 37.8 (100.0)                                       | 36.8 (98.2)                                        | 34.1 (93.4)                                        | 36.7 (98.1)                                        | 34.6 (94.3)                                        | 30.9 (87.6)                                        | 37.8 (100.0)                                       |
| 平均高温 °C（°F）                                                                                        | 22.9 (73.2)                                        | 23.4 (74.1)                                        | 25.5 (77.9)                                        | 27.8 (82.0)                                        | 30.1 (86.2)                                        | 31.2 (88.2)                                        | 32.5 (90.5)                                        | 31.6 (88.9)                                        | 31.6 (88.9)                                        | 29.8 (85.6)                                        | 27.7 (81.9)                                        | 24.3 (75.7)                                        | 28.2 (82.8)                                        |
| 日均气温 °C（°F）                                                                                        | 16.9 (62.4)                                        | 17.5 (63.5)                                        | 19.9 (67.8)                                        | 22.4 (72.3)                                        | 24.9 (76.8)                                        | 25.7 (78.3)                                        | 26.6 (79.9)                                        | 26.4 (79.5)                                        | 26.2 (79.2)                                        | 24.6 (76.3)                                        | 22.0 (71.6)                                        | 18.4 (65.1)                                        | 22.6 (72.7)                                        |
| 平均低温 °C（°F）                                                                                        | 12.8 (55.0)                                        | 13.1 (55.6)                                        | 15.6 (60.1)                                        | 18.5 (65.3)                                        | 21.3 (70.3)                                        | 22.3 (72.1)                                        | 22.8 (73.0)                                        | 22.9 (73.2)                                        | 22.5 (72.5)                                        | 20.8 (69.4)                                        | 18.0 (64.4)                                        | 14.4 (57.9)                                        | 18.8 (65.7)                                        |
| 历史最低温 °C（°F）                                                                                      | 3.3 (37.9)                                         | 5.0 (41.0)                                         | 7.4 (45.3)                                         | 9.2 (48.6)                                         | 16.4 (61.5)                                        | 19.4 (66.9)                                        | 20.1 (68.2)                                        | 20.5 (68.9)                                        | 18.1 (64.6)                                        | 13.2 (55.8)                                        | 11.0 (51.8)                                        | 3.7 (38.7)                                         | 3.3 (37.9)                                         |
| 平均降水量 mm（）                                                                                        | 63.3 (2.49)                                        | 44.8 (1.76)                                        | 99.8 (3.93)                                        | 133.4 (5.25)                                       | 348.8 (13.73)                                      | 495.3 (19.50)                                      | 328.4 (12.93)                                      | 385.2 (15.17)                                      | 151.1 (5.95)                                       | 46.3 (1.82)                                        | 27.3 (1.07)                                        | 36.1 (1.42)                                        | 2,157.7 (84.95)                                    |
| 平均降水天数                                                                                             | 7.3                                                | 7.0                                                | 8.8                                                | 10.0                                               | 13.6                                               | 20.0                                               | 18.9                                               | 20.7                                               | 11.1                                               | 5.0                                                | 5.2                                                | 5.9                                                | 133.5                                              |
| 平均相對濕度（％）                                                                                       | 79.9                                               | 78.0                                               | 78.3                                               | 79.2                                               | 82.0                                               | 84.9                                               | 82.1                                               | 83.9                                               | 80.5                                               | 78.6                                               | 80.2                                               | 80.7                                               | 80.7                                               |
| 来源1：Central Weather Administration                                                                    |                                                    |                                                    |                                                    |                                                    |                                                    |                                                    |                                                    |                                                    |                                                    |                                                    |                                                    |                                                    |                                                    |
| 来源2：Atmospheric Science Research and Application Databank (precipitation days and humidity 2016–2024) |                                                    |                                                    |                                                    |                                                    |                                                    |                                                    |                                                    |                                                    |                                                    |                                                    |                                                    |                                                    |                                                    |

### 人口
根據南投縣政府民政處統計，2024年底埔里鎮戶數約2.9萬戶，人口計有76,303人，其中男性人數37,667人，女性人數38,636人，性別比約為97.49，是南投縣性別比最低的行政區，鎮內人口最多的里是枇杷里，2024年底有人口8,836人，也是南投縣人口第二多的村里；人口密度最高的里是北門里，2024年底人口密度每平方公里約有13,775人；人口最少且人口密度最低的里是成功里，2024年底有人口277人，人口密度每平方公里約有28人:81。
1998年埔里鎮人口達到最巔峰，計有88,271人，其後轉為逐年減少並已連續26年人口負成長。與南投縣其他地區相同，除了人口外流，埔里鎮也面臨人口老化與少子化的問題，2024年底時，埔里鎮有10.16%是0至14歲人口，68.09%是15至64歲人口，21.76%則是65歲以上人口。

## 政治

### 歴任首長

#### 街長
| 任次 | 姓名       | 任期           |
| ---- | ---------- | -------------- |
| 1    | 杉山昌作   | 1921年         |
| 2    | 永井英輔   | 1922年－1925年 |
| 3    | 兒玉達吉   | 1926年－1928年 |
| 4    | 林其祥     | 1929年－1936年 |
| 5    | 野村正男   | 1937年－1938年 |
| 6    | 渡邊誠之進 | 1939年－1944年 |

#### 鎮長
| 任次 | 姓名   | 任期                  | 備註 |
| ---- | ------ | --------------------- | ---- |
| 1    | 羅銀漢 | 1945年11月－1946年3月 | 官派 |
| 2    | 施文彬 | 1946年3月－1946年7月  | 官派 |
| 3    | 許秋   | 1946年7月－1946年12月 | 官派 |

| 任次 | 姓名 | 任期           | 備註     |
| ---- | ---- | -------------- | -------- |
| 1    | 許秋 | 1946年－1948年 | 間接選舉 |
| 2    | 許秋 | 1948年－1951年 | 間接選舉 |

| 屆別 | 姓名   | 黨籍       | 任期       | 備註             |
| ---- | ------ | ---------- | ---------- | ---------------- |
| 1    | 余瑞淵 |            | 1951－1953 |                  |
| 2    | 巫重興 |            | 1953－1956 |                  |
| 3    | 巫重興 |            | 1956－1959 |                  |
| 4    | 余瑞淵 |            | 1960－1964 |                  |
| 5    | 白金章 |            | 1964－1968 |                  |
| 6    | 白金章 |            | 1968－1973 |                  |
| 7    | 周顯文 |            | 1973－1977 |                  |
| 8    | 周顯文 |            | 1977－1982 |                  |
| 9    | 馬榮吉 |            | 1982－1986 |                  |
| 10   | 馬榮吉 |            | 1986－1990 |                  |
| 11   | 蔡和憲 |            | 1990－1994 |                  |
| 12   | 張鴻銘 | 無黨籍     | 1994－1998 |                  |
| 13   | 張鴻銘 | 無黨籍     | 1998－2002 |                  |
| 14   | 馬文君 | 無黨籍     | 2002－2006 |                  |
| 15   | 馬文君 | 無黨籍     | 2006－2009 | 因當選立委而辭職 |
| 15   | 陳榮法 |            | 2009－2010 | 代理             |
| 16   | 周義雄 | 中國國民黨 | 2010－2014 |                  |
| 17   | 周義雄 | 中國國民黨 | 2014－2018 |                  |
| 18   | 廖志城 | 民主進步黨 | 2018－2022 |                  |
| 19   | 廖志城 | 民主進步黨 | 2022－     | 現任             |

### 鎮政組織

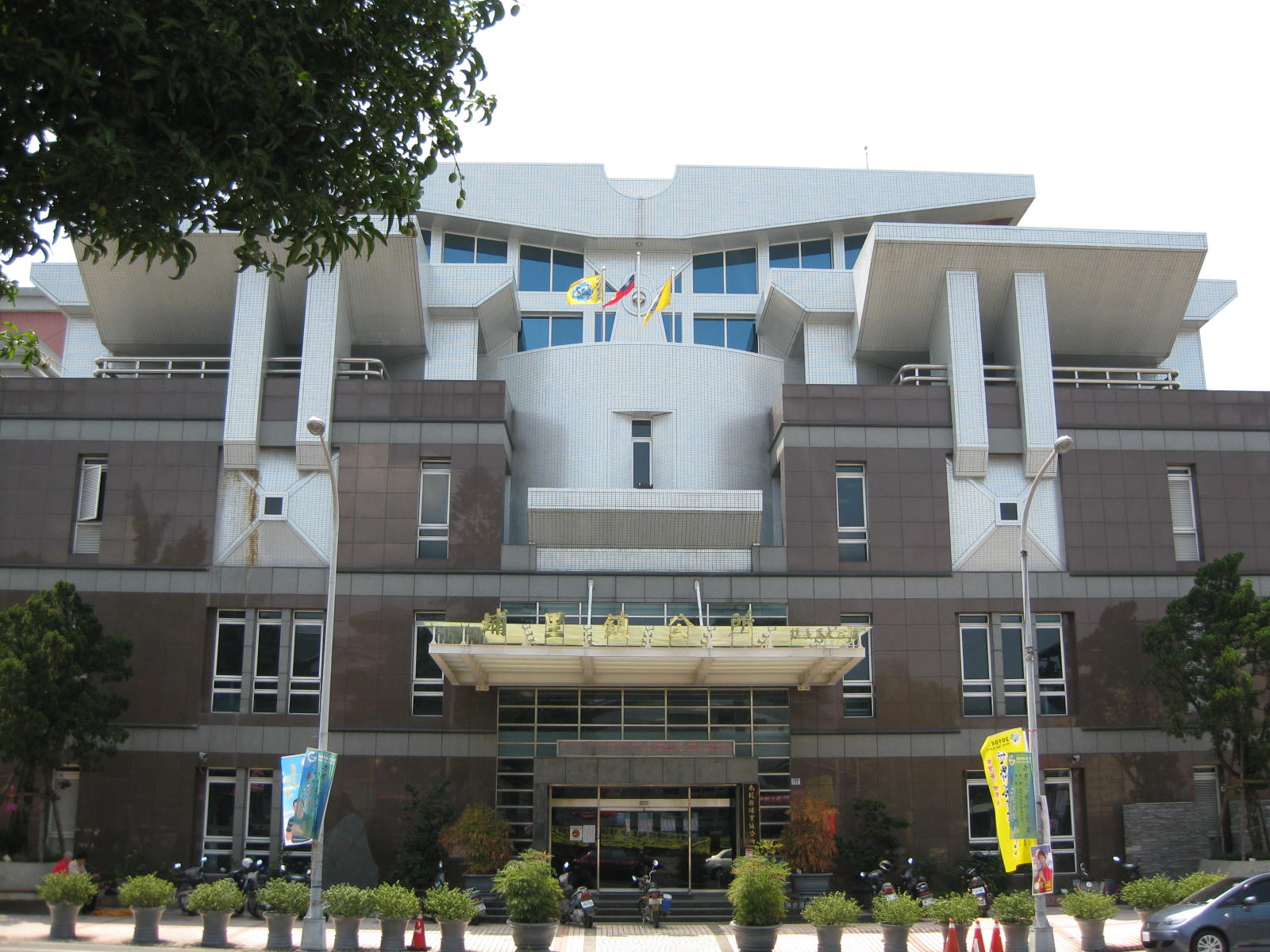
埔里鎮公所

埔里鎮公所是埔里鎮最高層級的地方行政機關，在中華民國政府架構中為鎮自治的行政機關，同時負責執行縣政府及中央機關委辦事項，埔里鎮的自治監督機關為南投縣政府。鎮長由全體鎮民直接選舉產生，任期為四年，可連選連任一次。埔里鎮公所並置鎮政會議，為鎮政最高決策機構，在鎮長之下，設有5課4室等9個內部單位及4個附屬機關。
埔里鎮民代表會是埔里鎮的最高民意機關，代表埔里鎮全體鎮民立法和監察鎮政。鎮民代表由公民直選選出，任期為四年，可連選連任。埔里鎮民代表會共有16位鎮民代表，分別為第一選區5席鎮民代表、第二選區5席鎮民代表、第三選區3席鎮民代表、第四選區3席鎮民代表，主席、副主席由16位鎮民代表互選產生。

### 行政區
現今埔里鎮行政範圍的確立，來自於1920年，日本將臺灣十二廳改為五州二廳，設埔里街屬臺中州能高郡。埔里街轄埔里、大肚城、枇杷城、珠子山、挑米坑、生番空、烏牛欄、房里、水尾、牛相觸、牛眠山、福興、史港坑、小埔社、大湳、水頭等16個大字。1946年1月，改為「埔里鎮」，屬臺中縣能高區。1950年10月，調整行政區域，埔里鎮改隸新成立的南投縣:233。
埔里鎮共轄33個里:80－81，其行政區域分布情形為:84－85：
| 次分區 | 里名   | 里名   | 里名   | 里名   | 里名   | 里名   | 里名   | 里名   | 里名   |
| ------ | ------ | ------ | ------ | ------ | ------ | ------ | ------ | ------ | ------ |
| 東北區 | 蜈蚣里 | 大湳里 | 北梅里 | 史港里 | 福興里 | 牛眠里 |        |        |        |
| 東南區 | 枇杷里 | 杷城   | 水頭里 | 麒麟里 | 溪南里 | 珠格里 |        |        |        |
| 西北區 | 廣成里 | 合成里 | 一新里 | 向善里 |        |        |        |        |        |
| 西南區 | 桃米里 | 成功里 | 南村里 | 愛蘭里 | 鐵山里 | 大城   | 房里   | 籃城   |        |
| 中央區 | 東門里 | 西門里 | 南門里 | 北門里 | 北安里 | 泰安里 | 薰化里 | 同聲里 | 清新里 |

## 宗教

### 清治時期
自康熙收復台灣後，漢人開始在埔里一帶發展。儘管當時清廷對嚴禁番漢交流，設禁區。但仍不能阻止漢人非法越界，進入埔里盆地生活。直到光緒初年，清廷實行「開山撫番」的措施，入山合法化。在此之前，漢人需要冒上生命風險，為了令自己安心地發展。往往會隨身帶上一尊原本奉祀的神像或是祈求來的香火袋在身旁，主要是冀望能在當地開墾順利以及保佑身家性命和財產的安全，成為精神上的支柱。在這樣的情況下，開漳聖王、廣澤尊王、關聖帝君、觀音、開臺聖王、保生大帝等中國大陸的神祇傳入埔里一帶，為日後埔里興盛的宗教活動奠定了基礎。
「開山撫番」後，官府開始發展埔里一帶，大量民眾遷入埔里居住、行商。因為人們的遷徙，他們信仰的神明也會在此過程中隨之來到埔里並修建相關的寺廟等宗教場所，如1888年建成的善天寺、1873年建成的福同宮。至於基督教，直到19世紀末，基督教傳教士以醫療宣教將福音傳入台灣。

### 日治時期
在日治時期，日本政府在全台推行「皇民化運動」，試圖將台灣人同化為日本人，包括宗教方面的改變。特別是在七七事變後，日本希望將台灣改造成侵略中國的重要基地。因此日本政府希望將將台灣的宗教同化或改造為親日的立場。它們以打擊封建迷信的原因壓制埔里的傳統宗教信仰，大規模的宗教活動被日本政府禁止。儘管如此，埔里民眾仍保持原有的宗教信仰，常見的土地公就是其中之一，在埔里多處都可見到土地公廟的蹤跡，埔里當地人也嘗試繼續進行祭拜等宗教活動。因此在保留原本信仰的情況下，埔里的土地公信仰得到快速發展的機會，並且埔里地區的人們透過以土地公廟為中心發展出聚落組織，又從聚落中發展出鸞堂化的現象以此凝聚聚落中人們的感情，鸞堂化後的埔里土地公廟以不僅僅只是聚落的指標而已經成為了埔里地方性的象徵。而人們對土地公的崇拜和祭祀只是為了祈求風調雨順和田地豐收，因此日本政府也不好干預這種形式的宗教活動。截至２０２４年，埔里共有超過二十多間與土地公相關的寺廟，如埔里土地公廟、埔里大湳土地公廟、埔里鐵山土地公廟等。

#### 關帝信仰與鸞堂的結合
在日治時期前期，埔里地區仍有許多宗教活動進行，而其中鸞堂與關帝信仰也就是關公的結合為重要宗教轉變。鸞堂的設立是為了戒菸活動，後來逐漸演變為扶鸞問事，扶鸞問事的時間和形式常由神明指引決定，而關公不只是可保佑人們考試方面的，也可以避邪，甚至神農也與關帝信仰緊密相關。對於位處山區的埔里居民來說，因醫療資源不足，求助神明賜予藥方以治療疾病成為他們的依賴。進入二十世紀後，鸞堂逐漸興盛，每逢扶鸞問事的日子，當地民眾會前往詢問健康問題，並求取藥籤作為診治依據。因此，至今在許多埔里的主要寺廟中，仍可以看到供奉神農大帝的神像，手持稻穗，象徵著他受到當地民眾的廣泛敬奉與香火鼎盛。
墳場文化
日治時期埔里的主要墳場地區有，梅仔腳、虎頭山、鯉魚窟、牛尾仔、西港、水尾、籃城、 珠仔山、生番空、桃米坑、大瑪璘、船尾、覆鼎金。日治時期在埔里的日本人，往生都採取火化，並用水泥材質築造墓地，日本人的墓塚形式，在埔里稱爲「陀螺丁」。日治時期在埔里的日本人都葬在梅仔腳地區，也有部分平埔族群葬在此處，但第二次世界大戰後，日本人的墓大多已遷走。埔里的仿日式「陀螺丁」墓地較爲普遍，但其形制也受到宗教影響，以基督教徒為例，其墓通常豎有十字架（或刻在墓碑上），沒有立后土；非教徒的墓則有后土但沒有十字架符號。埔里基督教徒的墓地的形制並不局限，都有個性化的、獨樹一幟的造型,基督教徒墓碑的刻文,基本都刻有十字架，常見的有夾在信徒的兩字之間或豎立在墳頭及墳塚上,教堂式的墳塚同樣很明顯，令人一眼就看墓地主人的宗教信仰，但就是未見后土。有個人都葬，也有多人合葬的墓，現以家族墓居多。墓碑上刻書都摘錄自聖經經文，諸如如「耶穌說：復活在我生命也在我信我的人雖然死了也必然復活。約翰福音 11 章 25 節」或「主乃我良牧，所需百無憂，令我草上憩，引我澤上畔遊」,甚至有中、英文對照,也有以羅馬拼音台語讀頌。平埔族在埔里的人口比例不小,平埔族社會婦女的地位較高,再加上初期入埔里的漢人多以入贅的方式與平埔族通婚。這也使得台灣漢人父系社會的宗祧制,在埔里並沒有那麽強的制約性但依漢人父系社會的宗祧制,女兒依舊係屬外姓,一定得要出嫁,死後才能享有合法的祭祀權,故未婚女兒身後其神主牌位無法立位於生家神桌,與生家先人合葬的例子非常的稀少。

## 傳統工藝
埔里手工紙是南投縣埔里鎮的傳統工藝，因埔里擁有純淨的水資源、周邊的山地也有大量造紙所需的原料，適合造高級的「和紙」，故在日治時期創立了埔里製紙所，將改良自中國的日式造紙術傳入埔里。
製作過程可分為取材、蒸煮、漂洗、打漿、抄紙、壓紙、烘紙、成紙共計8個步驟
於2020年2月17日公告登錄南投縣文化資產。

## 教育

#### 大學
- 國立暨南國際大學

#### 高級中等學校
- 國立暨南國際大學附屬高級中學
- 國立埔里高級工業職業學校
- 南投縣私立普台高級中學

#### 國民中學
- 南投縣立埔里國民中學
- 南投縣立大成國民中學
- 南投縣立宏仁國民中學
- 南投縣私立均頭國民中學
- 南投縣私立普台高級中學附設國中部

#### 國民小學
- 南投縣埔里鎮埔里國民小學
- 南投縣埔里鎮忠孝國民小學
- 南投縣埔里鎮大成國民小學
- 南投縣埔里鎮南光國民小學
- 南投縣埔里鎮麒麟國民小學
- 南投縣埔里鎮太平國民小學
- 南投縣埔里鎮育英國民小學
- 南投縣埔里鎮水尾國民小學
- 南投縣埔里鎮桃源國民小學
- 南投縣埔里鎮桃源國民小學鐘靈分校 (2016年八月一日，裁撤併入位於桃米里的桃源國小)
- 南投縣埔里鎮中峰國民小學
- 南投縣埔里鎮溪南國民小學
- 南投縣埔里鎮史港國民小學
- 南投縣埔里鎮愛蘭國民小學
- 南投縣私立普台國民小學

## 交通

### 公路
埔里鎮橫向主要公路是臺14線，自國姓北山坑沿南港溪岸進入，抵達烏牛欄就此與臺21線交匯，繼續向東穿越埔里市區，通往霧社、奧萬大、鯉魚潭等景點，此段被稱「埔霧公路」；縱向主要公路有臺21線、縣道131線，臺21線至糯米橋開始沿史港溪溪岸，自埔里盆地北端大坪頂進入，抵達史港便離開沿溪景觀，經過牛眠便急轉向南，通往埔里市區，與台14線共線至烏牛欄，開始分歧，繼續向南往魚池鄉，此路乃為主要通往日月潭的道路，是中潭公路系統一部份，鎮內最高學府國立暨南國際大學也位居此路段、並賴此路對外聯絡。縣道131線自埔里市中心出發，往南經水頭、牛洞便有了峽谷景觀，日治時期已經出現「耶馬溪」美名，因為此段峽谷地貌可與日本九州耶馬溪媲美，在道路尚未發達之時，昔日是當地人的避暑勝地，現今建鑿一座水頭隧道，使此路暢行無阻，向南是通往魚池市區與九族文化村。

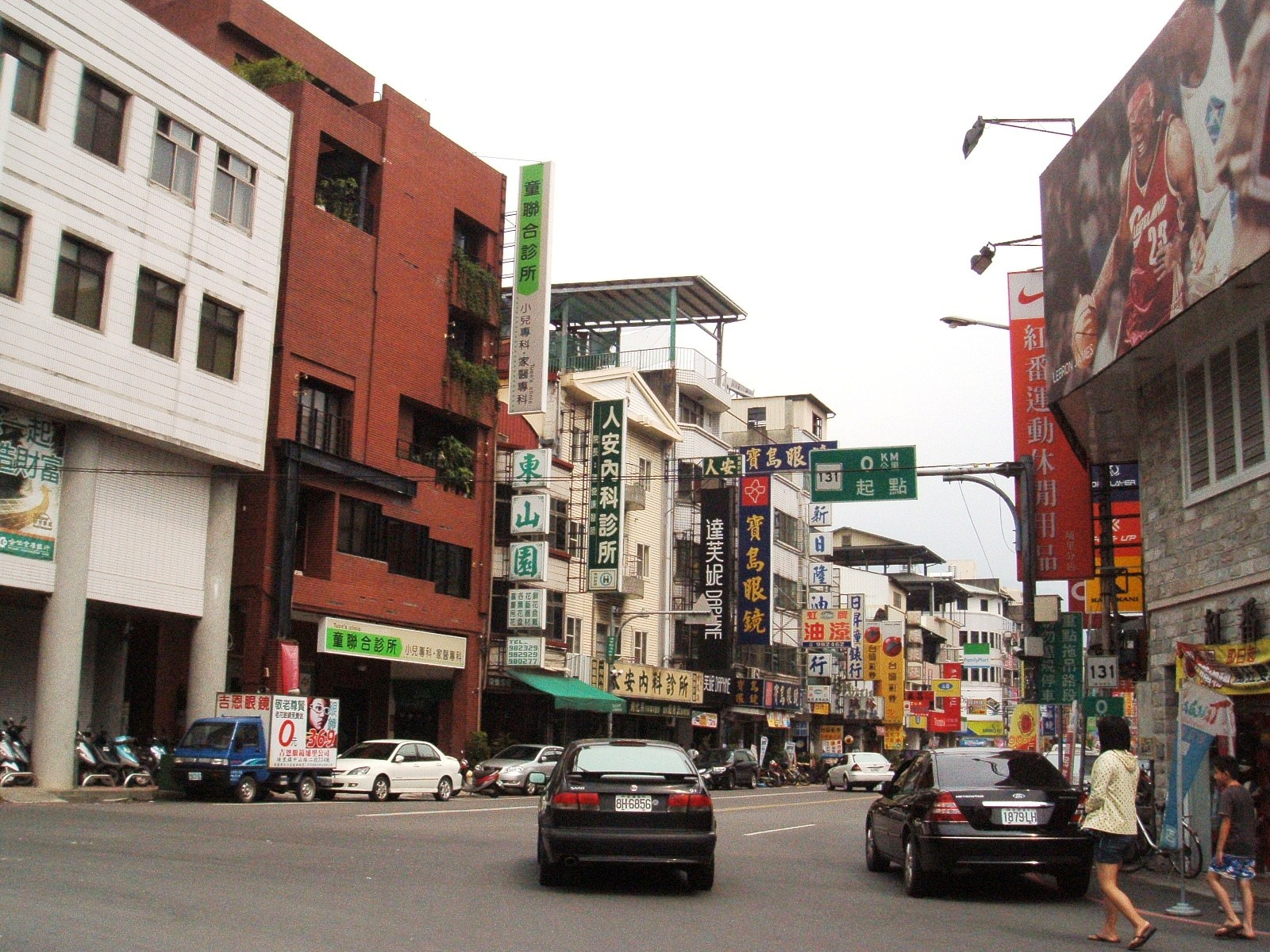
位於埔里市中心的131縣道起點

以下為埔里鎮主要公路：
- 水沙連高速公路
  - 愛蘭交流道（29）
  - 埔里交流道（34，亦可前往國姓鄉）
  - 埔里端（37）
- 台14線
- 台21線
- 縣道131號：埔里鎮 － 魚池鄉
- 投64線
- 投65線
- 投68線
- 投70線
- 投71線
- 投72線
  - 投72-1線
- 投73線
- 投75線
- 投76線
- 投78線
- 投79線

在1999年的921大地震造成中橫公路主線中斷之後，埔里逐漸成為聯絡台灣東西部的重要通道。

### 客運
埔里因位處四周地區交通樞紐，大眾客運運輸相當發達。
國光客運
- 埔里－台北轉運站（經朝馬站國光1832）
- 日月潭－台北轉運站（經埔里1833）

豐榮客運
- 埔里－水（經日月潭）

全航客運
- 埔里－臺中（省道6268）
- 埔里－逢甲（省道6268）
- 埔里－臺中（國道六號6268）

彰化客運
- 埔里－南投（與南投客運聯營6875）

南投客運

埔里轉運站

- 臺中－烏日高鐵站－埔里－日月潭（國道六號6670）
- 臺中－烏日高鐵站－埔里－日月潭（經草屯、台14線6670）
- 埔里－九族文化村－車坪崙－水里
- 埔里－北山－三合橋
- 埔里－日月潭－頭社
- 埔里－大坪頂－眉原－蕙蓀林場
- 埔里－霧社－奧萬大－萬豐－哥哥萬－廬山溫泉－廬山－靜觀－清境農場－松崗－翠峰
- 臺中－埔里（省道新埔里線6899，與臺中客運聯營）
- 臺中－埔里（國道六號6899，與臺中客運聯營）

## 旅遊

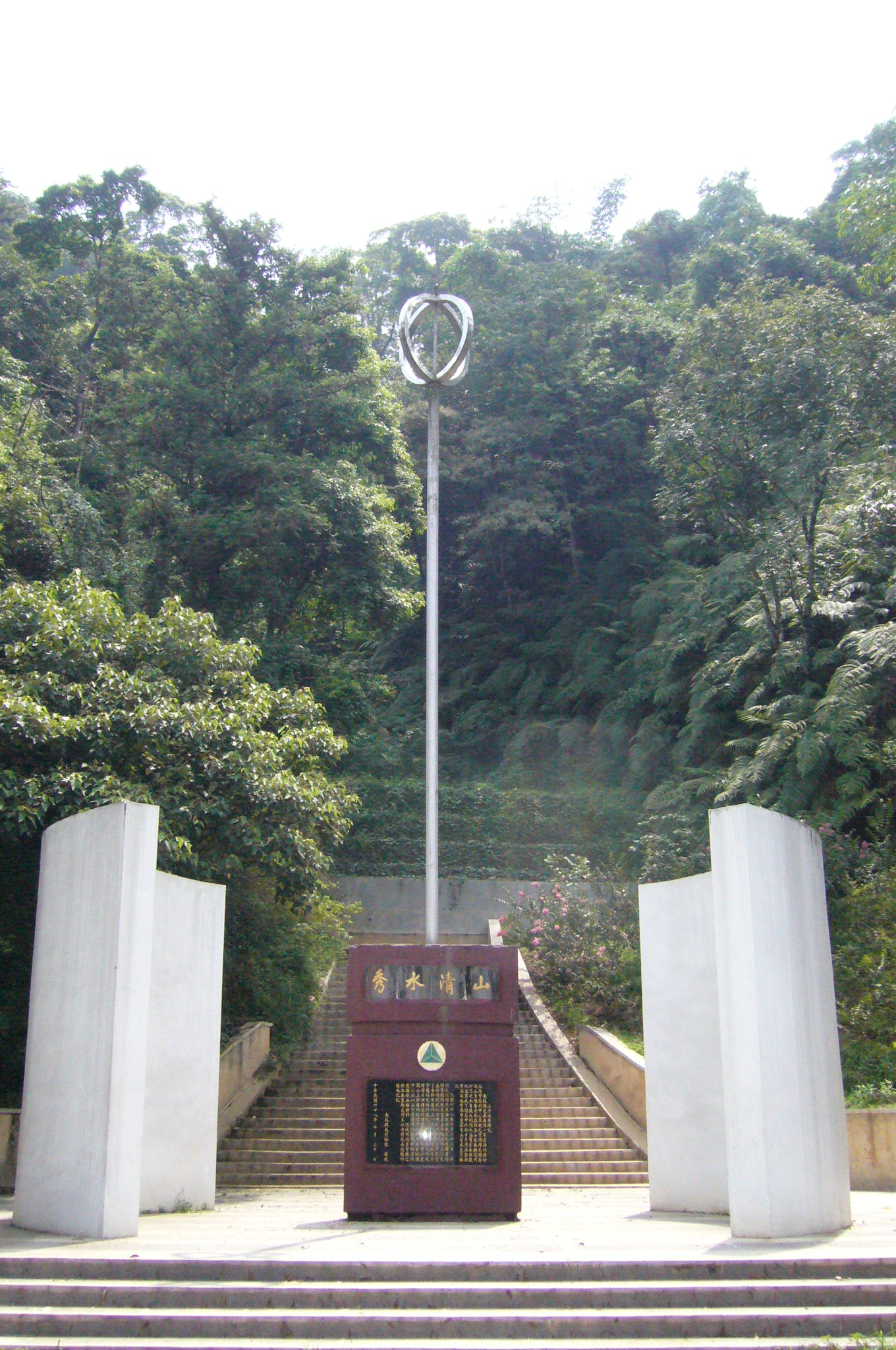
臺灣地理中心碑

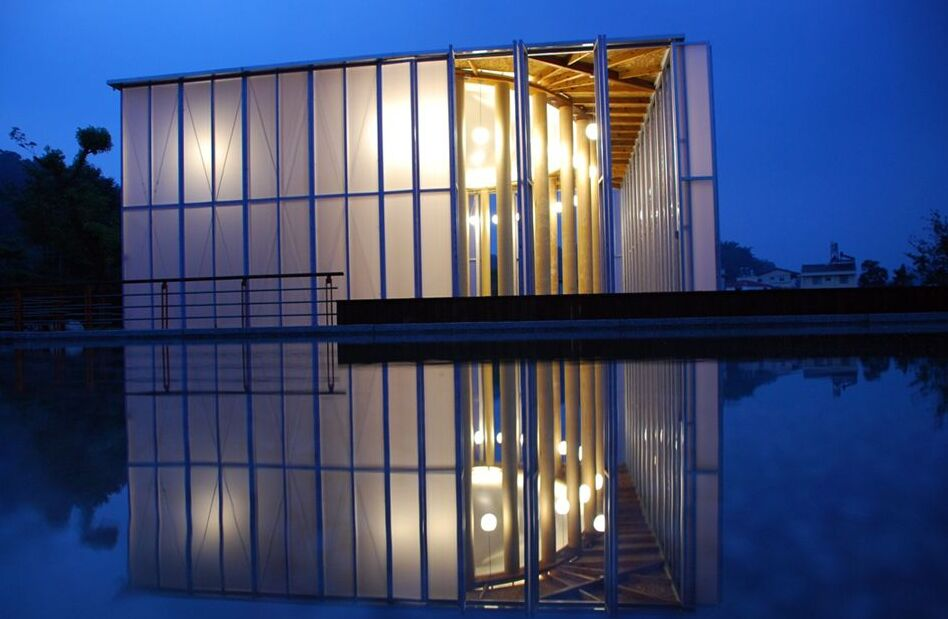
桃米里紙教堂

| 人文景點 - 牛耳藝術渡假村（含林淵美術館） - 二二八事件烏牛欄戰役紀念碑 - 埔里石珠 - 埔里孔子廟（昭平宮育化堂） - 天元佛院 - 臺灣地理中心碑 - 埔里酒廠 - 廣興紙寮 - 造紙龍手創館 - 龍南漆藝文物館 - 木生昆蟲博物館 - 錦吉昆蟲館 - 中台世界博物館 - 敲敲木工房 - 桃米生態村 - 新故鄉貝學園區（紙教堂） - 草湳溼地*賣場家樂福浦里店 - 中路坑溼地 - 大黑松小倆口元首館 - 國立暨南國際大學 - 大馬璘遺址 | - 打鐵街 - 手抄紙 寺廟 - 醒靈寺：主祀三恩主，創建於1901年 - 埔里瀛海城隍廟：創建於光緒十三年（1887年） - 中台禪寺：為世界第二高的佛教建築 - 正德大佛山：為世界最高的室外鎏金阿彌陀佛像 - 埔里恆吉宮：清道光四年（1824年），廈門人陳瑞芬，向湄洲天后宮恭請了一尊大媽神像，帶領20多位鄉親渡海來台開墾，安置於埔里經營的商店恒吉行的正廳。 - 寶湖宮天堂地母廟：結合天地，八卦五行兩極圖建造宮殿，由上而下看像是停在大湖上的船隻。 - 平埔番祖廟：噶哈巫族祖靈廟 - 義女廟：祭祀臺灣民間傳說的天水夫人 自然景點 - 埔里茄苳樹王公 - 洪安雅族祖靈樹 - 水沙連古道 - 八幡崎古道 - 虎頭山（飛行傘起飛場） - 草湳濕地 - 鯉魚潭 - 觀音瀑布 - 北坑瀑布 - 中坑瀑布 |  |

## 名產
- 愛蘭白酒
- 大坪頂百香果
- 紹興酒
- 埔里米粉
- 茭白筍
- 白甘蔗
- 刺蔥
- 埔里愛蘭泉水
- 香菇
- 青苔
- 山刺番荔枝
- 玫瑰花、非洲菊、康乃馨、金魚草、洋桔梗、火鶴花、蝴蝶蘭、文心蘭、松葉武竹、星點木、卡斯比亞等重要經濟花卉

## 姊妹或友好城市
| 城市               | 國家 | 締結日期      |
| ------------------ | ---- | ------------- |
| 出水市（鹿兒島縣） | 日本 | 2017年5月31日 |

## 外部連結
- 埔里鎮公所 （页面存档备份，存于）